# Arkham Horror: Il gioco di carte
Arkham Horror: The Card Game è un living card game cooperativo prodotto da Fantasy Flight Games. È ambientato nell'universo del gioco di ruolo Call of Cthulhu di Chaosium, a sua volta basato sui Miti di Cthulhu di H.P. Lovecraft e altri scrittori di horrore cosmico. Il titolo del gioco allude alla città immaginaria di Lovecraft di Arkham, Massachusetts, menzionata in molte storie dei Miti.

## Pubblicazione
Nel suo formato originale, come gioco della linea Living Card Game di Fantasy Flight Games, era previsto un rilascio regolare di espansioni "deluxe" che davano inizio ad una storia o una campagna, seguite da più espansioni più piccole (conosciute come pacchetti miti) che continuano la storia della campagna.
Con l'annuncio della campagna Ai confini della terra nel 2021, Fantasy Flight ha annunciato che le future espansioni sarebbero state rilasciate in un diverso formato, composto da due scatole più grandi, ciascuna contenente o tutta la storia della campagna (espansione cd. "Campagna" o le carte dei giocatori (espansione cd. "Investigatori"). Durante un live streaming della Gen Con nel settembre 2021, il capo dello studio Fantasy Flight Chris Gerber ha annunciato che tutte le espansioni precedenti sarebbero state ripubblicate anche nel nuovo formato.

## Meccaniche
La modalità Campagna è la modalità predefinita del gioco, che consente al giocatore di progredire attraverso una serie di scenari tra loro collegati. Nella campagna, infatti, le scelte fatte negli scenari hanno effetti che alterano la storia e il modo in cui si svolgono gli scenari successivi. Ogni scenario ha più percorsi di divergenza che offrono più passaggi con esperienze diverse ogni volta.
Quando i giocatori si preparano a giocare, scelgono prima un investigatore, la maggior parte dei quali ha una classe primaria tra Guardiano, Sopravvissuto, Ladro, Cercatore o Mistico. Ogni mazzo investigatore riceve carte che rappresentano i punti deboli del proprio investigatore, una specifica per ciascun investigatore e una "base" - pescata a caso da una riserva generale. Gli investigatori possederanno anche una o più carte uniche che rappresentano i vantaggi o le abilità specifici di quell'individuo, spesso integrando il retroscena di quell'investigatore. Ogni investigatore ha anche diverse statistiche iniziali (forza di volontà, intelletto, combattimento e agilità) che verranno testate durante il gioco. I giocatori poi costruiscono i loro mazzi dalle carte della loro collezione, rispettando i limiti di costruzione del mazzo previsti dal singolo investigatore.
Durante il gioco, gli investigatori lavorano insieme per portare avanti le loro indagini verso un esito positivo soddisfacendo i requisiti stabiliti dal mazzo Atto. Tuttavia, ci sono forze che lavorano contro gli investigatori, rappresentate dal mazzo Incontri. Ad ogni turno, un segnalino Destino viene aggiunto al mazzo Trama, che funge da timer per consentire agli investigatori di completare i loro obiettivi. Quando il numero totale di destini in gioco raggiunge la soglia prevista nella carta Trama, questa avanzerà, spesso con conseguenze negative per i giocatori.
Durante la fase degli Investigatori, gli investigatori eseguono fino a tre azioni ciascuno. Tra le altre opzioni, le azioni includono giocare a carte dalla mano o attivare quelle già in gioco, spostarsi o indagare su luoghi e combattere o eludere i nemici. A seconda della carta, le carte giocate dalla mano durante la fase di indagine possono entrare nell'area di gioco di un investigatore come bonus continuo (un "supporto") o semplicemente fornire un potente effetto una tantum ed essere scartate dopo l'uso (un "evento"). Molte carte hanno un costo in risorse che deve essere pagato per giocare la carta. Sebbene le carte generalmente richiedano un'azione per essere giocate, alcune sono "veloci" e non richiedono un'azione per essere giocate.
La fase di Investigazione è seguita dalla fase dei Nemici, dal Mantenimento e dalla fase dei Miti, che rappresentano le forze che lavorano contro gli investigatori ogni round. Gli investigatori potrebbero dover affrontare effetti o nemici che attaccano la loro sanità mentale, la salute o semplicemente la loro progressione verso il loro obiettivo principale (il mazzo Atto).
Gli investigatori verranno eliminati da uno scenario se ricevono segnalini orrore o segnalini danno pari rispettivamente alla loro sanità mentale o salute. Gli investigatori eliminati in questo modo riceveranno traumi mentali o fisici permanenti. Ciò significa che gli investigatori ripetutamente sconfitti negli scenari possono diventare progressivamente più deboli man mano che la campagna avanza. Gli investigatori, tuttavia, riceveranno esperienza dagli scenari (anche dopo la sconfitta), che potrà essere spesa per migliorare il mazzo di ciascun investigatore. In alcuni punti di una campagna, il fallimento può portare gli investigatori a morire o impazzire.

## Espansioni
Le espansioni della storia principale sono raggruppate in "cicli" che costituiscono ciascuno una campagna completa del giocatore. I primi sei cicli (da Dunwich a Innsmouth) consistono in un'espansione Deluxe seguita da sei pacchetti miti. Le espansioni Deluxe contengono nuovi investigatori, circa 60 nuove carte giocatore e i primi due scenari di una campagna, mentre i pacchetti miti contengono circa 24 nuove carte giocatore e un singolo scenario di una campagna. Questi sono elencati di seguito in ordine di data di rilascio, che è anche l'ordine in cui devono essere giocati. I cicli successivi, a partire da Edge of the Earth, hanno abbandonato il formato deluxe/miti e sono invece divisi in due versioni, una "espansione investigatore" (con tutte le nuove carte giocatore) e una "espansione campagna" (con tutti gli scenari di la campagna). Da allora questo nuovo formato è stato adottato retroattivamente per i cicli precedenti. I nuovi giocatori che cercano tutte le carte in una particolare campagna ora devono solo acquistare le due scatole del nuovo formato ("Espansione Investigatori" e "Espansione Campagna"), queste due scatole insieme raccolgono tutte le carte contenute nel formato della versione precedente ("Espansione deluxe" e sei "pacchetti miti").
Gli scenari autonomi sono scenari che esistono al di fuori di una campagna/ciclo e sono autonomi. Pertanto, un giocatore non ha bisogno di altre espansioni per giocarle o di incontrare carte dalla scatola principale, ma solo le carte del giocatore. Gli scenari indipendenti vengono talvolta stampati internamente presso Fantasy Flight Games e sono indicati come Print on Demand (POD). Ciò significa che la qualità delle carte in quel caso è inferiore a quella dei pacchetti spediti dall'estero, ma Fantasy Flight Games può distribuire questi pacchetti più velocemente ai giocatori alle convention o (nel caso di Curse of the Rougarou e Carnevale of Horrors ) per il rilascio generale.
Le espansioni di aggiornamento (le scatole "Ritorno a...") sono simili ai "pacchetti da incubo" del Signore degli Anelli LCG. Tuttavia, invece di limitarsi ad aumentare la difficoltà, queste espansioni forniscono un modo alternativo di affrontare la campagna con effetti narrativi alternativi. Includono anche una piccola selezione di nuove carte giocatore (ad esempio la prima scatola contiene 20 carte giocatore).

### Ciclo "L'eredità di Dunwich"
| Nome dell'espansione                            | Data di rilascio | Tipo                          |
| ----------------------------------------------- | ---------------- | ----------------------------- |
| L'eredità di Dunwich                            | 12 gennaio 2017  | Espansione Deluxe             |
| Il Museo della Miskatonic                       | 16 febbraio 2017 | Pacchetto Miti                |
| L'espresso di Essex County                      | 16 marzo 2017    | Pacchetto Miti                |
| Sangue sull'altare                              | 13 aprile 2017   | Pacchetto Miti                |
| Le dimensioni dell'invisibile                   | 11 maggio 2017   | Pacchetto Miti                |
| Verso un destino oscuro                         | 8 giugno 2017    | Pacchetto Miti                |
| Oltre il tempo e lo spazio                      | 6 luglio 2017    | Pacchetto Miti                |
| L'eredità di Dunwich - Espansione Investigatori | 25 febbraio 2022 | Espansione dell'investigatore |
| L'eredità di Dunwich - Espansione campagna      | 18 marzo 2022    | Espansione della campagna     |

### Ciclo "La Strada per Carcosa"
| Nome dell'espansione                             | Data di rilascio  | Tipo                          |
| ------------------------------------------------ | ----------------- | ----------------------------- |
| La Strada per Carcosa                            | 14 settembre 2017 | Espansione Deluxe             |
| Echi del passato                                 | 26 ottobre 2017   | Pacchetto Miti                |
| Il giuramento impronunciabile                    | 24 novembre 2017  | Pacchetto Miti                |
| Lo spettro della verità                          | 21 dicembre 2017  | Pacchetto Miti                |
| La maschera pallida                              | 25 gennaio 2018   | Pacchetto Miti                |
| L'ascesa delle stelle nere                       | 22 febbraio 2018  | Pacchetto Miti                |
| La cupa Carcosa                                  | 22 marzo 2018     | Pacchetto Miti                |
| La strada per Carcosa - Espansione Investigatori | 27 maggio 2022    | Espansione dell'investigatore |
| La strada per Carcosa - Espansione Campagna      | 1 luglio 2022     | Espansione della campagna     |

### Ciclo "L'era dimenticata"
| Nome dell'espansione                         | Data di rilascio  | Tipo                          |
| -------------------------------------------- | ----------------- | ----------------------------- |
| L'era dimenticata                            | 10 maggio 2018    | Espansione Deluxe             |
| Trame del fato                               | 14 giugno 2018    | Pacchetto Miti                |
| Oltre i confini                              | 19 luglio 2018    | Pacchetto Miti                |
| Cuore degli antichi                          | 16 agosto 2018    | Pacchetto Miti                |
| Città degli archivi                          | 13 settembre 2018 | Pacchetto Miti                |
| Abissi di Yoth                               | 11 ottobre 2018   | Pacchetto Miti                |
| Eoni infranti                                | 15 novembre 2018  | Pacchetto Miti                |
| L'era dimenticata - Espansione Investigatori | 17 febbraio 2023  | Espansione dell'investigatore |
| L'era dimenticata - Espansione Campagna      | 17 marzo 2023     | Espansione della campagna     |

### Ciclo "Il Circolo Spezzato"
| Nome dell'espansione                           | Data di rilascio | Tipo                          |
| ---------------------------------------------- | ---------------- | ----------------------------- |
| Il Circolo Spezzato                            | 31 gennaio 2019  | Espansione Deluxe             |
| Il Nome Segreto                                | 14 marzo 2019    | Pacchetto Miti                |
| Il prezzo del peccato                          | 4 aprile 2019    | Pacchetto Miti                |
| Per il bene superiore                          | 2 maggio 2019    | Pacchetto Miti                |
| Unione e disillusione                          | 6 giugno 2019    | Pacchetto Miti                |
| Nelle grinfie del caos                         | 5 luglio 2019    | Pacchetto Miti                |
| Davanti al Trono Nero                          | 26 luglio 2019   | Pacchetto Miti                |
| Il Circolo Spezzato - Espansione Investigatori | 9 giugno 2023    | Espansione dell'investigatore |
| Il Circolo Spezzato - Espansione Campagna      | 14 luglio 2023   | Espansione della campagna     |

### Ciclo "I Divoratori di Sogni"
| Nome dell'espansione                             | Data di rilascio  | Tipo                          |
| ------------------------------------------------ | ----------------- | ----------------------------- |
| I Divoratori di Sogni                            | 27 settembre 2019 | Espansione Deluxe             |
| Alla ricerca del Kadath                          | 15 novembre 2019  | Pacchetto Miti                |
| Le mille forme dell'orrore                       | 13 dicembre 2019  | Pacchetto Miti                |
| Il lato oscuro della luna                        | 10 gennaio 2020   | Pacchetto Miti                |
| Punto di non ritorno                             | 7 febbraio 2020   | Pacchetto Miti                |
| La dimora degli dei                              | 6 marzo 2020      | Pacchetto Miti                |
| La tessitrice del cosmo                          | 5 giugno 2020     | Pacchetto Miti                |
| I Divoratori di sogni - Espansione Investigatori | 10 Maggio 2024    | Espansione dell'investigatore |
| I Divoratori di sogni - Espansione Campagna      | 21 Giugno 2024    | Espansione della campagna     |

### Ciclo "La cospirazione di Innsmouth"
| Nome dell'espansione                                    | Data di rilascio  | Tipo                          |
| ------------------------------------------------------- | ----------------- | ----------------------------- |
| La cospirazione di Innsmouth                            | 2 ottobre 2020    | Espansione Deluxe             |
| Con l'acqua alla gola                                   | 6 novembre 2020   | Pacchetto Miti                |
| Lo Scoglio del Diavolo                                  | 4 dicembre 2020   | Pacchetto Miti                |
| Orrore ad alta velocità                                 | 22 gennaio 2021   | Pacchetto Miti                |
| Una luce nella nebbia                                   | 19 febbraio 2021  | Pacchetto Miti                |
| Il covo di Dagon                                        | 19 marzo 2021     | Pacchetto Miti                |
| Nel Maelstrom                                           | 21 maggio 2021    | Pacchetto Miti                |
| La cospirazione di Innsmouth - Espansione Investigatori | 13 settembre 2024 | Espansione dell'investigatore |
| La cospirazione di Innsmouth - Espansione Campagna      | 11 ottobre 2024   | Espansione della campagna     |

### Ciclo "Ai Confini della Terra"
| Nome dell'espansione                              | Data di rilascio | Tipo                          |
| ------------------------------------------------- | ---------------- | ----------------------------- |
| Ai Confini della Terra - Espansione Investigatori | 19 novembre 2021 | Espansione dell'investigatore |
| Ai Confini della Terra - Espansione Campagna      | 3 dicembre 2021  | Espansione della campagna     |

### Ciclo "Le Chiavi Scarlatte"
| Nome dell'espansione                           | Data di rilascio  | Tipo                          |
| ---------------------------------------------- | ----------------- | ----------------------------- |
| Le Chiavi Scarlatte - Espansione Investigatori | 30 settembre 2022 | Espansione dell'investigatore |
| Le Chiavi Scarlatte - Espansione Campagna      | 18 novembre 2022  | Espansione della campagna     |

### Ciclo "La Festa di Hemlock Vale"
| Nome dell'espansione                                   | Data di rilascio | Tipo                          |
| ------------------------------------------------------ | ---------------- | ----------------------------- |
| Espansione dell'investigatore La Festa di Hemlock Vale | 16 febbraio 2024 | Espansione dell'investigatore |
| Espansione della campagna La Festa di Hemlock Vale     | 23 febbraio 2024 | Espansione della campagna     |

### Scenari indipendenti
| Nome dell'espansione                      | Data di rilascio  |
| ----------------------------------------- | ----------------- |
| La maledizione del Rougarou               | 17 novembre 2016  |
| Carnevale degli orrori                    | 8 dicembre 2016   |
| I labirinti della follia                  | 7 giugno 2018     |
| Il sonno eterno                           | 6 dicembre 2018   |
| L'Usurpatore della Notte                  | 6 dicembre 2018   |
| I Guardiani dell'Abisso                   | 6 dicembre 2018   |
| La Melma che Divorò Ogni Cosa             | 3 luglio 2020     |
| Assassinio all'Hotel Excelsior            | 25 ottobre 2019   |
| Arcan Horror: L'ingerenza di Meowlathotep | 18 settembre 2020 |
| La Guerra degli Dei Esterni               | 4 dicembre 2020   |
| Macchinazioni nel tempo                   | 4 febbraio 2022   |
| Fortuna e follia                          | 14 aprile 2023    |
| Il Gala di Mezzo Inverno                  | 23 agosto 2024    |

### Espansioni di aggiornamento "Ritorno a..."
| Nome dell'espansione               | Data di rilascio |
| ---------------------------------- | ---------------- |
| Ritorno a... La Notte della Zelota | 28 giugno 2018   |
| Ritorno a... L'eredità di Dunwich  | 10 gennaio 2019  |
| Ritorno a... La Strada per Carcosa | 6 settembre 2019 |
| Ritorno a... L'Era Dimenticata     | 7 agosto 2020    |
| Ritorno a... Il Circolo Spezzato   | 27 agosto 2021   |

### Mazzi Introduttivi dell'Investigatore
| Nome dell'espansione | Data di rilascio | Tipo           |
| -------------------- | ---------------- | -------------- |
| Harvey Walters       | 28 agosto 2020   | Mazzo iniziale |
| Winifred Habbamock   | 28 agosto 2020   | Mazzo iniziale |
| Jacqueline Fine      | 28 agosto 2020   | Mazzo iniziale |
| Stella Clark         | 28 agosto 2020   | Mazzo iniziale |
| Nathaniel Cho        | 28 agosto 2020   | Mazzo iniziale |